# Зеніт-Казань
ВК «Зеніт» Казань — російський волейбольний клуб зі столиці Татарстану міста Казань. Один із найтитулованіших клубів в історії Ліги Чемпіонів ЄКВ.

## Назви
- «Динамо» (2000—2004),
- «Динамо-Таттрансгаз» (2005 — червень 2008),
- «Зеніт» (від червня 2008).

## Історія
Заснований у 2000 році як ВК «Динамо» Казань.
Першість Росії 2021—2022 розпочали трьома сухими перемогами над клубами «Красноярськ», «Динамо» ЛО та «Газпромом-Югрою»

## Досягнення
- Чемпіон РФ: 2007, 2009, 2010, 2011, 2012, 2014, 2015, 2016, 2017, 2018
- Володар Кубка РФ: 2004, 2007, 2009, 2014, 2015, 2016, 2017, 2018, 2019
- Володар Суперкубка РФ: 2010, 2011, 2012, 2015, 2016, 2017, 2018, 2020
- Переможець Ліги Чемпіонів ЄКВ: 2008, 2012, 2015, 2016, 2017, 2018
- Переможець клубної першости світу: 2017

## Люди

### Тренери
- Олексій Вербов

### Гравці
- Артем Смоляр
- /  Вільфредо Леон
- Майка Крістенсон
- Максим Пантелеймоненко
- Олександр Буцько[3].